# Amherst (Canada)
Amherst è una cittadina del Canada, situata nella provincia della Nuova Scozia, in particolare nella contea di Cumberland. È localizzata nel nord-est della provincia, vicino all'estremità settentrionale della baia di Fundy.